# Myrmoteras ceylonica
Myrmoteras ceylonica är en myrart som beskrevs av Robert E. Gregg 1957. Myrmoteras ceylonica ingår i släktet Myrmoteras och familjen myror. Inga underarter finns listade i Catalogue of Life.